# Poststadion
Poststadion är en fotbollsstadion i Moabit i centrala Berlin.
Stadion byggdes för den tyska postens lag Post SV Berlin på uppdrag Reichspostverwaltung på en tidigare exercisplats i närheten av dagens centralstation. Stadion byggdes 1926-1929 och var under 1920- och 1930-talen en betydande stadion i Tyskland. Bland annat spelades här mästerskapsfinalen 1934 mellan FC Schalke 04 och 1. FC Nürnberg och finalen 1936 mellan 1. FC Nürnberg och Fortuna Düsseldorf. Berlinlag som Union Oberschöneweide, Hertha BSC, Berliner SV 92, Blau-Weiß 90 och BSC Kickers 1900 spelade på Poststadion när de deltog i det tyska mästerskapsslutspelet. Även det tyska landslaget spelade landskamper på Poststadion, bland annat 3-3-matchen mot England 1930. 
Poststadion tappade sin position när Berlins Olympiastadion stod klar som tog över som plats för stora fotbollsmatcher. Under OS 1936 spelades flera matcher på Poststadion.